# جانگهنز
جانگهنز (انگلیسی: Junghans) شرکت ساعت‌سازی آلمانی است، که در سال ۱۸۶۱ تأسیس شد.